# Гней Домиций Калвин (консул 332 пр.н.е.)
Вижте пояснителната страница за други личности с името Гней Домиций Калвин.
Гней Домиций Калвин (на латински: Gnaeus Domitius Calvinus) e политик на Римската република.
Произлиза от плебейската фамилия Домиции, клон Калвин. Той е консул през 332 пр.н.е. с Авъл Корнелий Кос Арвина.